# 585 Bilkis
585 Bilkis eller 1906 TA är en asteroid i huvudbältet, som upptäcktes 16 februari 1906 av den tyska astronomen August Kopff i Heidelberg. Den är uppkallad efter Drottningen av Saba.
Asteroiden har en diameter på ungefär 49 kilometer.